# Краузе, Эдуард Францевич
Эдуа́рд Фра́нцевич Краузе (24 декабря 1879, Москва — 6 марта 1943, Свердловск) — выдающийся русский химик, кандидат химических наук, профессор (1933).
Награждён орденом «Знак Почёта» (1940).

## Биография

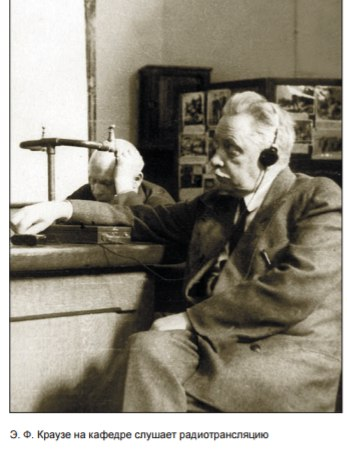
Краузе Э. Ф.слушает радиотрансляцию

Родился 24 декабря 1879 года в Москве.
В 1908 году окончил естественное отделение физико-математического факультета Московского университета по специальности география, а затем по специальности химия в 1913 году.
Работал в Московском университете с 1915 года. Заведовал кафедрой неорганической химии химического отделения (1932—1933), кафедрой общей и неорганической химии (1933—1936), кафедрой общей химии (1936—1942) химического факультета Московского государственного университета. Создал и возглавлял лабораторию химии редких элементов. А также являлся членом Ученого совета МГУ (1937) и членом организационного коллектива по созданию на физико-математическом факультете отделения химии (1921).
С началом Великой Отечественной войны занятия в Университете прекратились, преподаватели стали готовить оборудование и реактивы к отправке из Москвы. 14 октября 1941 года Краузе с первым эшелоном МГУ был эвакуирован в Ташкент, а через три недели в Ашхабад. Краузе разработал метод синтеза искусственных алюмосиликатов, которые широко использовались для очистки воды.
В эвакуации Краузе тяжело заболел. Умер 6 марта 1943 года в городе Свердловск.

## Научная деятельность
В лаборатории неорганической и физической химии увлекся работой по получению безводного хлорида алюминия, который использовался в качестве катализатора(1918). В 1917—1920 годах занимался кинетикой химических реакций, в том числе под действием света. Был одним из разработчиков получения бертолетовой соли элекролитическим путем на заводе «Фосген» в составе комиссии «Берсоль». Профессор Краузе. Э.Ф. своими исследованиями в значительной мере уточнил влияние различных факторов электролиза на процесс, что дало возможность передать его в производственные организации.

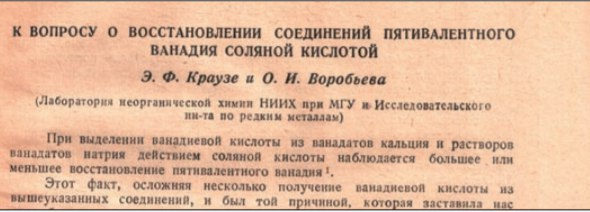
Научная работу Краузе Э. Ф. на тему: «Восстановление соединений пятивалентного ванадия соляной кислотой»

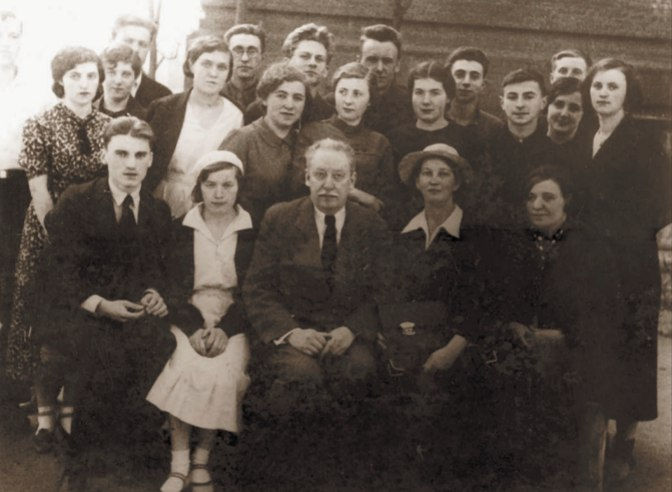
Краузе Э. Ф. со студентами химического факультета

В предвоенный период научная тематика кафедры была связана с исследованиями в области химии редких элементов и методов исследования неорганических веществ. Таким образом, Краузе Э. Ф. работал над проблемами получения редких металлов из руд и особый вклад внес в изучение осаждения оксида ванадия из производственных растворов, содержащих ванадаты. А так же исследовал условия выделения галлия из бедных по содержанию галлия производственных пеков. Изучил условия равновесия в растворах сульфосолей и ртути в сернистом натрии.
Е. И. Бурова, жена Краузе Э. Ф., сыграла большую роль в научной и педагогической работах профессора, в предвоенные годы читала курс лекций по неорганической химии на биологическом факультете Московского Университета.

## Преподавание

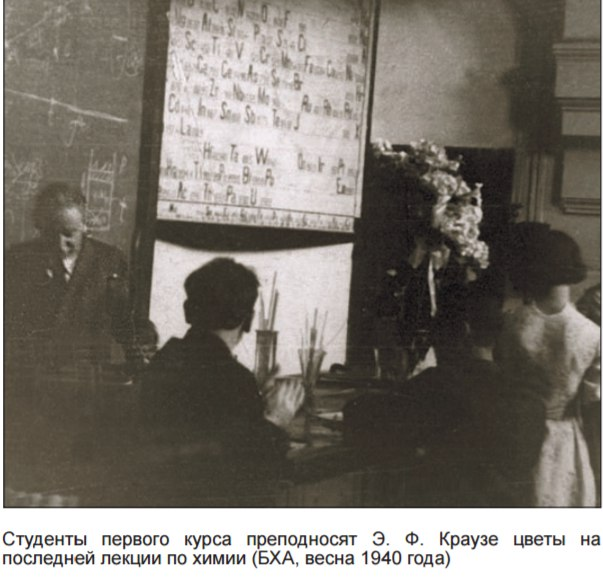
Студенты первого курса преподносят Э. Ф. Краузе цветы на последней лекции по химии (БХА)

Краузе Э. Ф. был не только выдающимся химиком и ученым, но и являлся блестящим оратором, свободно владел английским, французским, немецким и чешским языками. Он призывал своих студентов изучать иностранные языки и говорил, что после окончания обучения на факультете все должны знать минимум один иностранный язык.
В 1929 году начал читать лекции по неорганической и физической химии в большой химической аудитории им. Зелинского Н. Д. На своих лекциях, вследствие нехватки времени, профессор старался рассказать только самые важные темы, а самых заинтересованных студентов просил остаться после лекции и задать вопросы в более комфортной обстановке.
В 1921 году Краузе Э. Ф. совместно с коллективом преподавателей (Н. Д. Зелинского, И. А. Каблукова, А. М. Настюкова, А. Е. Успенского и т. д.) разработали систему и план создания отделения химии на физико-математическом факультете Московского Университета.
Коллективом преподавателей под руководством Э. Ф. Краузе было создано «Практическое руководство по общей химии» (1927), а также учебник «Курс общей и неорганической химии» (1933).